# Svarttjärnen (Mo socken, Ångermanland)
Svarttjärnen är en sjö i Örnsköldsviks kommun i Ångermanland och ingår i Moälvens huvudavrinningsområde.